# مقداد الماجري
مقداد الماجري إعلامي تونس يعمل في قناة الزيتونة.